# Bas-Sassandra
Bas-Sassandra ist ein Distrikt der Elfenbeinküste mit der Hauptstadt San-Pédro. Bis 2011 war Bas-Sassandra eine von 19 Regionen der Elfenbeinküste. Bei der Umwandlung in einen Distrikt wurde Bas-Sassandra um das Département Fresco aus der Region Sud-Bandama vergrößert.

## Bevölkerung
Dem Zensus von 2021 zufolge leben im Distrikt 2.687.176 Menschen. Bei der Volkszählung im Jahr 1988 wurden 644.805 Einwohner gezählt.

## Geographie
Bas-Sassandra liegt im Südwesten der Elfenbeinküste und grenzt im Norden an Montagnes und Sassandra-Marahoué, im Osten an Gôh-Djiboua und Lagunes, im Süden an den Atlantik und im Westen an die liberianischen Counties Maryland, River Gee und Grand Gedeh.
Der Distrikt ist in die drei Regionen Gbôklé (mit den Départements Fresco und Sassandra), Nawa (mit den Départements Buyo, Guéyo, Méagui und Soubré) und San-Pédro (mit den Départements San-Pédro und Tabou) eingeteilt.